# Vampire des abysses
Vampyroteuthis infernalis
Famille
Genre
Espèce
Synonymes
Voir texte.
Le vampire des abysses (Vampyroteuthis infernalis) est une espèce de petits céphalopodes vivant dans les abysses de tous les océans tempérés et tropicaux du monde. Ses filaments sensoriels rétractiles, uniques, justifient son placement dans un ordre spécifique : Vampyromorphida, bien qu'il partage des similitudes avec les calmars et les pieuvres. C'est une espèce panchronique, seul survivant connu de son ordre, d'abord décrit et identifié par erreur comme une pieuvre en 1903 par le teuthologiste allemand Carl Chun.

## Morphologie

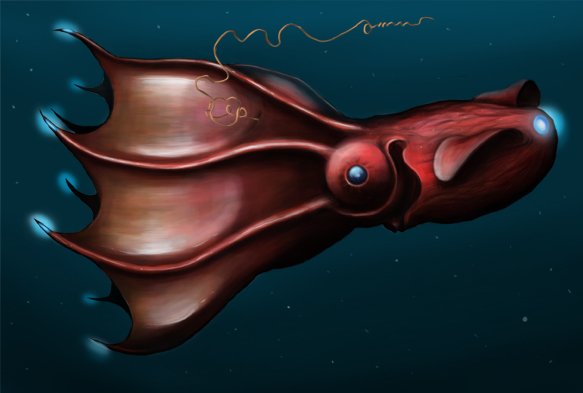
Vue d'artiste.

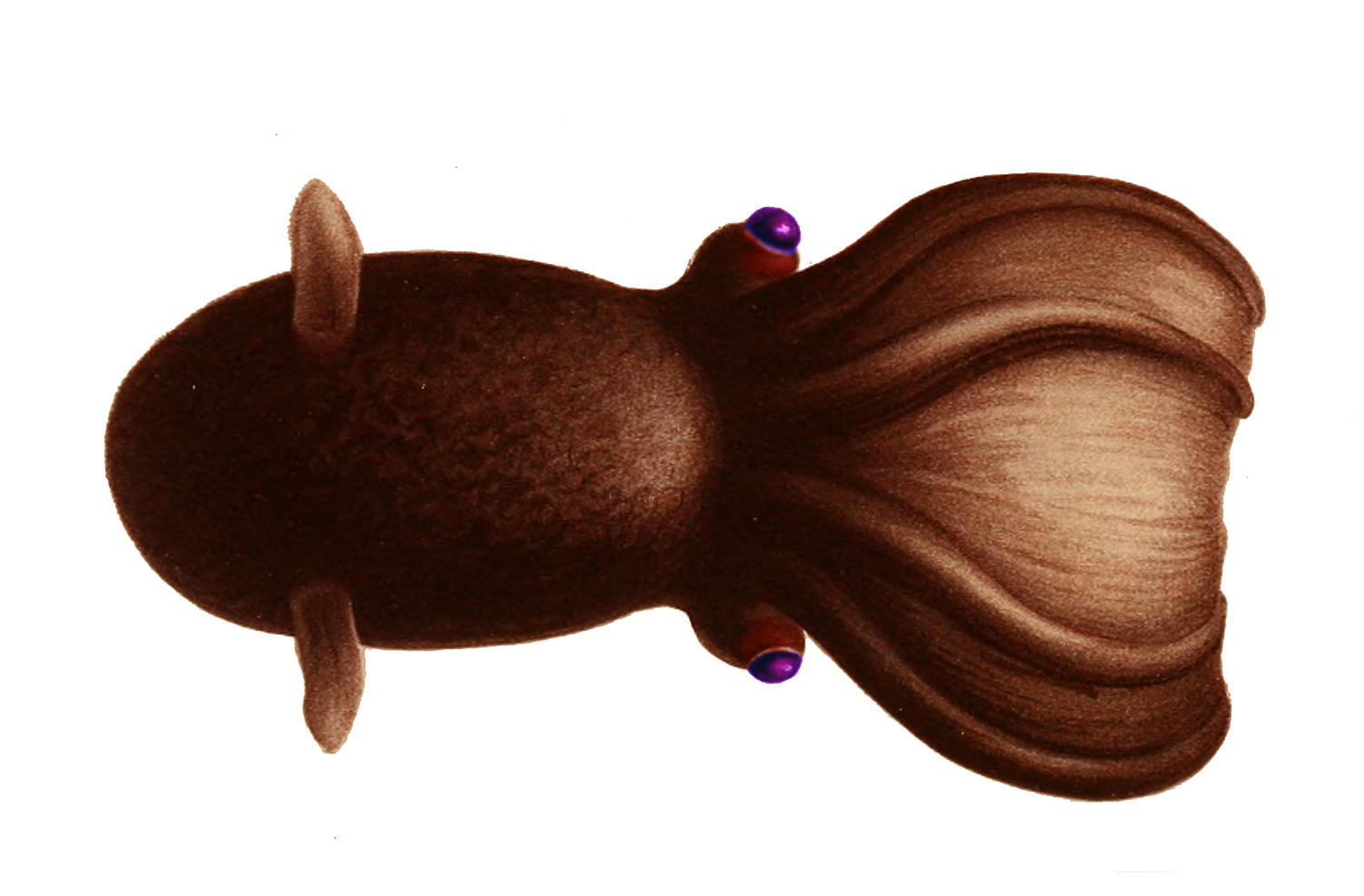
Vue de dos.

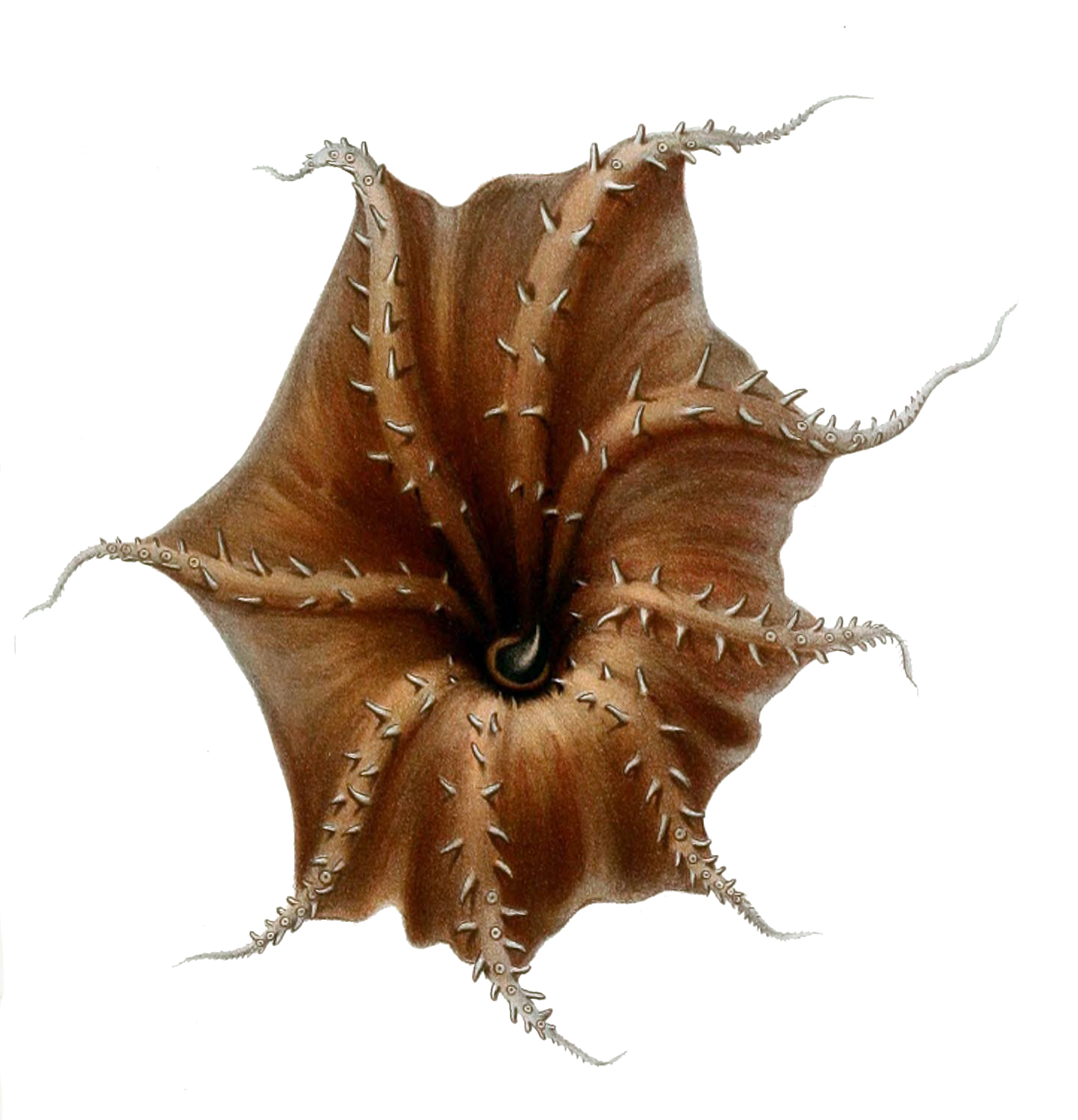
Vue de face, montrant la bouche.

Malgré sa physionomie monstrueuse, le vampire des abysses n'atteint que 30 cm de longueur à l'âge adulte. Il ne représente aucune menace pour l'homme. Son manteau  gélatineux varie du noir velours au rouge pâle, selon le lieu et les conditions d'éclairage. Une membrane de peau relie ses huit bras, chacun bordé de rangées d'épines charnues ou pointues ; l'intérieur de cet « habillage », est noir. Seule la moitié distale (la plus éloignée du corps) des bras est munie de ventouses et de photophores. Ses gros yeux globuleux atteignent jusqu'à 2,5 cm de diamètre et varient du rouge au bleu selon l'éclairage.
Les adultes ont une paire de nageoires, semblables à des ailettes ou à des oreilles, en saillie sur les côtés latéraux de leur manteau. Lorsqu'il les agite, le vampire des abysses semble voler dans l'eau. Ses nageoires constituent son principal moyen de propulsion. Son puissant bec, blanc comme l'ivoire, est semblable à celui des calmars. Entre les huit bras, deux poches vélaires contiennent un filament sensoriel rétractile. Ces filaments, analogues aux tentacules d'un calmar, s'étendent bien au-delà des bras ; ils ont disparu chez les pieuvres actuelles.
Le vampire des abysses est entièrement couvert d'organes produisant de la lumière, appelés photophores. L'animal a un grand contrôle sur ces organes, capables de produire des flashs de lumière toutes les fractions de seconde pendant plusieurs minutes pour désorienter les prédateurs. L'intensité et la taille des photophores peuvent également être modulées. Les photophores apparaissent comme de petits disques blancs ; ils sont plus grands et plus complexes à l'extrémité des bras et à la base des deux nageoires, mais sont absents de la face intérieure des bras. Lors de sa première description, Carl Chun supposa que les deux grands cercles blancs sur le dessus de la tête étaient également des photophores, mais ils se sont avérés être des photorécepteurs.
Les chromatophores (cellules pigmentées) sont communs chez la plupart des Céphalopodes, mais sont peu développés chez le vampire des abysses. Ceci implique que l'animal est incapable de changer sa couleur de peau aussi rapidement que les Céphalopodes des eaux supérieures, mais une telle supercherie semble superflue dans l'obscurité de son habitat.

## Habitat et écologie
Le vampire des abysses, exemple extrême de Céphalopode d'eaux profondes, vit surtout dans la zone aphotique (sans lumière) entre 600 et 900 mètres de profondeur, voire plus. Cette région des océans constitue un habitat pauvre en oxygène, soit la Zone de minimum d'oxygène (OMZ).
Afin de faire face à la vie dans les profondeurs, le vampire des abysses a développé plusieurs adaptations radicales. De tous les Céphalopodes abyssaux, son taux de masse métabolique spécifique est le plus bas. L'hémocyanine dans son sang bleu lie et transporte l'oxygène de manière plus efficace que chez les autres Céphalopodes (Seibel et al. 1999), aidée par des branchies offrant une grande surface. Cet animal a une faible musculature, mais peut faire preuve d'agilité et de dynamisme avec peu d'efforts grâce à des statocystes sophistiqués (des organes de l'équilibre sensibles à la gravité) et des tissus gélatineux riches en ammoniac rapprochant sa densité à celle de l'eau de mer environnante.
Comme le ciel vu de l'entre-deux-eaux a la couleur du crépuscule, les yeux très sensibles de la faune abyssale sont capables de distinguer les silhouettes des autres animaux qui se déplacent au-dessus. Pour lutter contre cela, le vampire des abysses génère sa propre lumière bleuâtre (bioluminescence) dans une stratégie appelée counter illumination (contre-illumination) : La lumière est diffuse sur la silhouette de l'animal, cachant sa présence de manière efficace. Ses propres yeux peuvent détecter la moindre lueur. Une paire de photorécepteurs, située au-dessus de sa tête, alerte l'animal en cas de mouvements dans la zone supérieure.
Comme de nombreux Céphalopodes d'eaux profondes, le vampire des abysses n'a pas de sac à encre. S'il se sent menacé, au lieu de projeter de l'encre, il éjecte du bout d'un bras un nuage de mucus collant, bioluminescent, contenant d'innombrables orbes de lumière bleue. Ce barrage lumineux, qui peut subsister près de dix minutes, est sans doute destiné à étourdir les prédateurs et ainsi permettre au vampire des abysses de disparaître dans le noir sans avoir à nager. Cette éjection se fait uniquement si l'animal se sent très menacé, la régénération du mucus étant coûteuse d'un point de vue métabolique.

## Développement

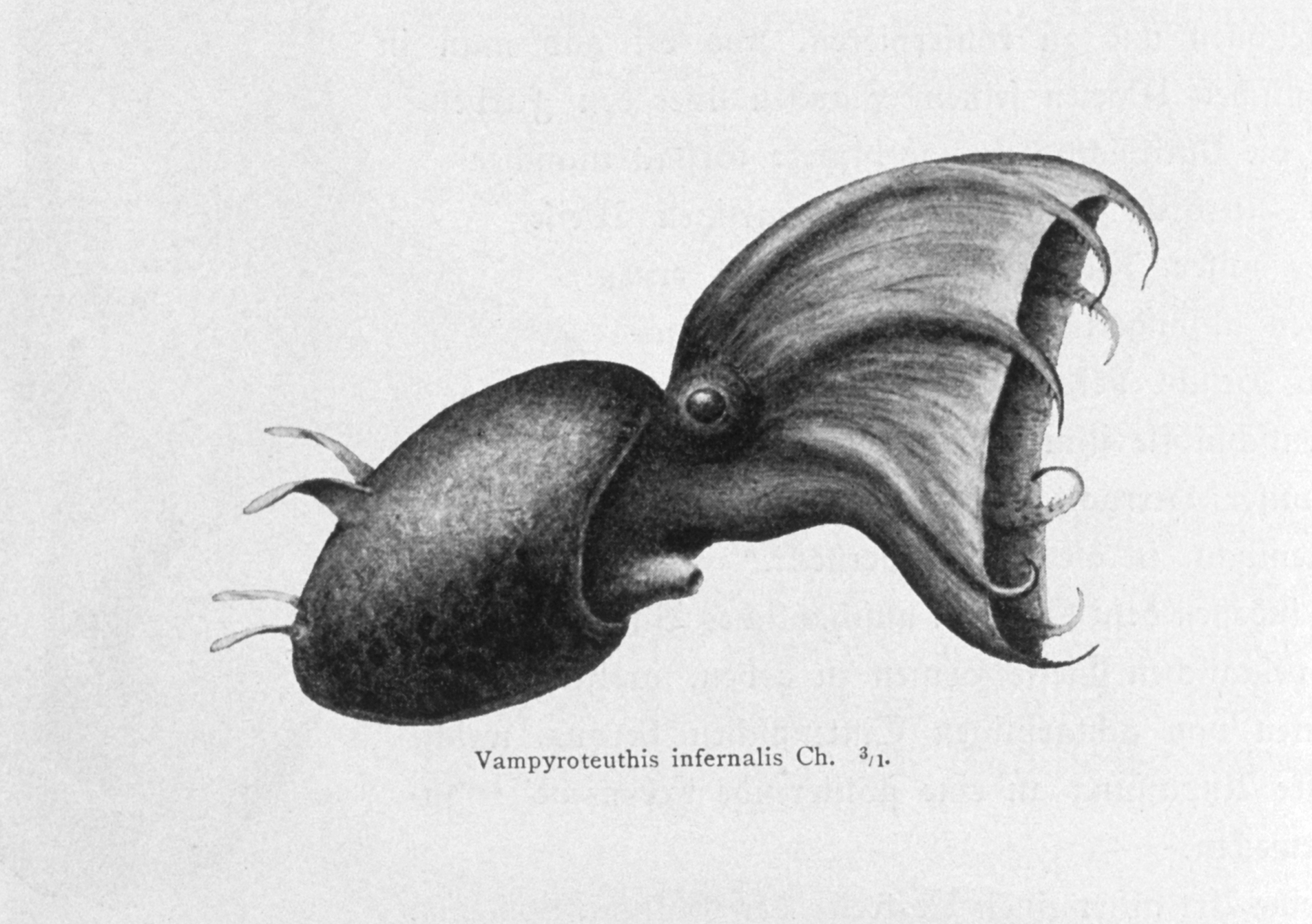
Forme intermédiaire du développement.

Peu de précisions sont connues concernant l'ontogenèse du vampire des abysses. Son développement se poursuit à travers trois formes morphologiques : la forme juvénile a une seule paire de nageoires, la forme intermédiaire en possède deux paires, et la forme mature n'en a de nouveau qu'une seule. Lors de la première phase du développement intermédiaire, l'animal développe une paire d'ailettes située près des yeux, qui disparaît progressivement au fur et à mesure que l'autre paire se développe (Pickford, 1949). Avec la croissance et l'augmentation de la superficie (surface/volume), les ailettes sont redimensionnées et repositionnées afin de maximiser l'efficacité de la propulsion. Contrairement aux jeunes qui se propulsent par réaction, les adultes d'âge mûr se contentent d'agiter leurs nageoires (Seibel et al. 1998). Cette ontogenèse unique fut une source de confusion dans le passé : les trois formes furent identifiées comme des espèces différentes et placées dans des familles distinctes (Young, 2002).
Si des hypothèses peuvent être tirées de l'observation des autres Céphalopodes abyssaux, le vampire des abysses se reproduit probablement très lentement, en pondant un petit nombre de gros œufs. L'immensité de son habitat et sa faible densité de population font des rencontres procréatrices des cas rares. La femelle peut stocker le spermatophore (une sacoche conique de sperme) d'un mâle pendant de longues périodes avant qu'elle soit prête à féconder ses œufs. Une fois fécondés, l'incubation peut durer jusqu'à 400 jours. Après l'éclosion, la femelle ne mange plus et meurt. La croissance est lente car les nutriments ne sont pas abondants dans les abysses.
Les nouveau-nés mesurent 8 mm de longueur et sont déjà bien développés. Ils ont la même allure que les adultes, avec seulement quelques différences : leurs bras ne sont pas palmés, leurs yeux sont proportionnellement plus petits et leurs filaments vélaires ne sont pas encore entièrement formés. Les nouveau-nés sont transparents et survivent avec une vésicule vitelline pendant une durée inconnue avant qu'ils ne commencent à se nourrir activement. Les juvéniles fréquentent les eaux beaucoup plus profondes. Ils s'alimentent essentiellement de neige marine (détritus organiques des zones supérieures).
Devenu adulte, ils se nourrissent de fragments de cadavres et d’excréments le tout arrosé de leur propre mucus. C'est ce qu'ont démontré les analyses de deux biologistes de l'Institut de recherche de l'Aquarium de Monterey Bay (MBARI) qui ont étudié le contenu de l’estomac et des excréments de ces petits céphalopodes. Les résultats de ces recherches ont révélé que le régime alimentaire de ces derniers était composé de matière fécale et de fragments de cadavres de larves, crustacés, et zooplancton en suspension dans les eaux abyssales.

## Comportement
Quelques connaissances sur son comportement ont pu être recueillies lors de rares et éphémères rencontres avec des robots sous-marins. Un spécimen capturé est souvent endommagé et ne survit pas plus de deux mois en aquarium. Un environnement artificiel est la seule façon d'observer son comportement lorsqu'il ne se défend pas.
Avec ses longs filaments vélaires déployés, le vampire des abysses a été observé à la dérive dans les profondeurs, porté par les courants océaniques. Si les filaments entrent en contact avec un objet ou si des vibrations sont détectées, il réagit vivement, avec des mouvements acrobatiques. Il est capable de nager à une vitesse équivalant à deux longueurs du corps par seconde, avec un temps d'accélération de cinq secondes. Cependant, la faible endurance de ses muscles l'empêche de parcourir de longues distances.
Contrairement aux Céphalopodes vivant dans des climats plus hospitaliers, il ne peut se permettre de dépenser trop d'énergie en se déplaçant constamment.
Le vampire des abysses utilise des tactiques originales pour échapper à ses prédateurs, ce qui lui permet d'économiser son énergie. Cette économie est un élément de survie important dans les grandes profondeurs, où la nourriture est extrêmement rare. La bioluminescence combinée avec les contorsions des huit bras, les mouvements erratiques et les trajectoires évasives empêchent un prédateur de se concentrer sur sa proie.
Il utilise une tactique de défense spéciale appelée « citrouille » ou « posture d'ananas » : le vampire des abysses retrousse ses bras sur son corps, hérissant des épines (appelées cirrus) réparties sur chaque bras, d'apparence redoutable, mais qui en réalité s'avèrent inoffensives. Le dessous de la cape est fortement pigmenté, masquant la plupart des photophores de l'organisme. Les bras sont regroupés au-dessus de la tête de l'animal afin de détourner l'attaque à distance des zones vulnérables. Si un prédateur lui arrache un bras, le vampire des abysses peut le régénérer.
Les Copépodes, les crevettes et les Cnidaires constituent les principales proies du vampire des abysses. À peu près rien n'est connu au sujet de ses habitudes alimentaires, mais compte tenu de son environnement, une fine bouche est peu probable. Le vampire des abysses a été observé dans les contenus stomacaux de poissons d'eaux profondes, de baleines et de Pinnipèdes comme les otaries.

## Liens de parenté

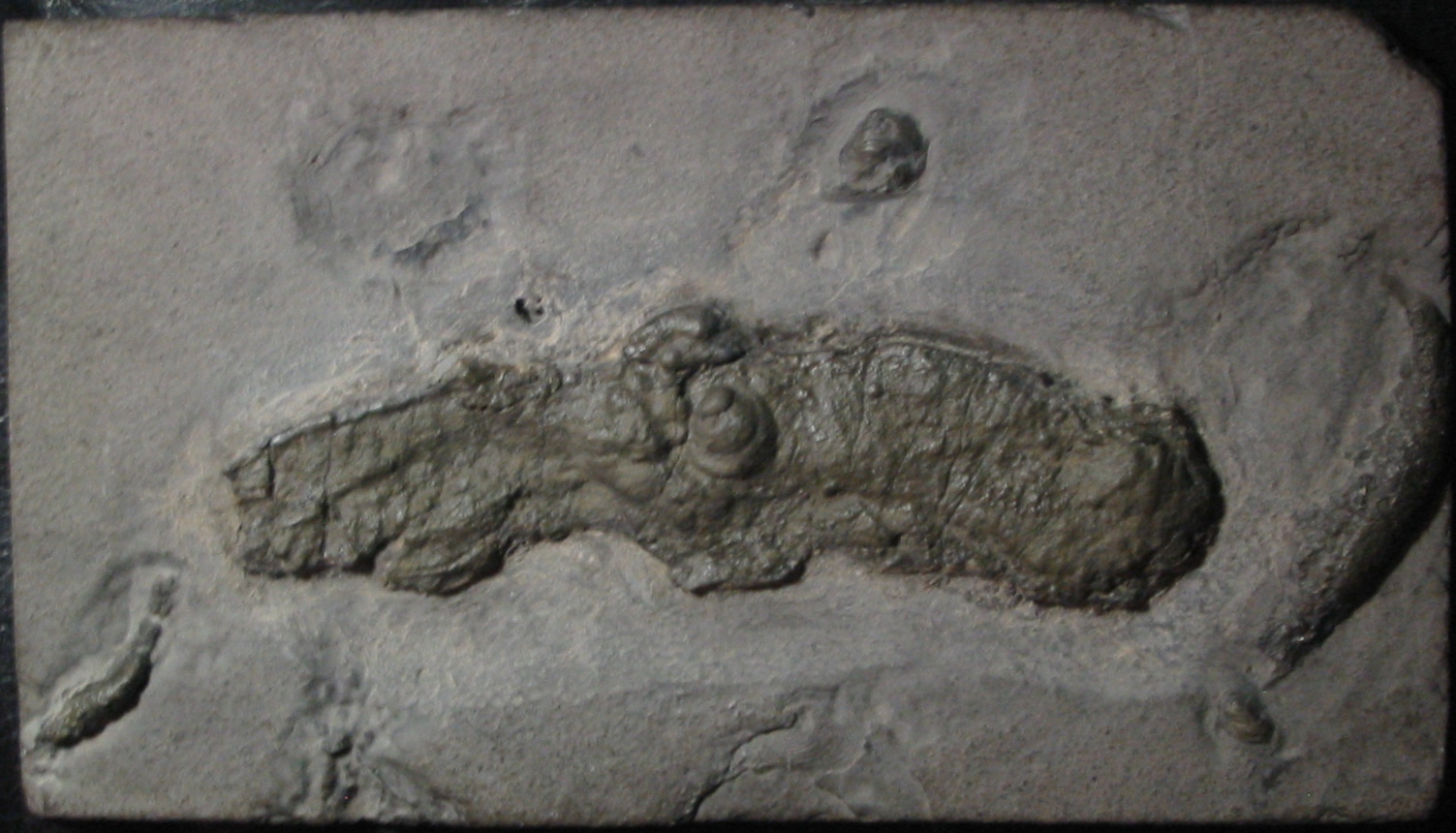
Fossile pyritisé de Vampyronassa rhodanica du Callovien inférieur de La Voulte-sur-Rhône.

Les Vampyromorphides sont caractérisés par des apomorphies telles que la possession de photophores, un type particulier d'endosquelette non calcifié appelé « plume » ou « gladius » (glaive, épée), 8 bras palmés et les 2 filaments vélaires. Ils sont connus grâce à des espèces modernes et à des restes fossiles provisoirement attribués à ce groupe comme un fossile datant du Jurassique moyen (Callovien inférieur, environ 165-164 Ma) trouvé dans le lagerstätte de La Voulte-sur-Rhône, qui a démontré que l'existence des Vampyromorphides remonte à bien plus longtemps qu'on ne le pensait. Ce dernier fut décrit comme l'espèce Vampyronassa rhodanica.
Les Vampyromorphides supposés du Kimméridgien-Tithonien (157-145 Ma) de Solnhofen, Plesioteuthis prisca, Leptoteuthis gigas, et Trachyteuthis hastiformis, ne peuvent pas être affectés à ce groupe. Ce sont des espèces de grande taille (de 35 cm pour P. prisca  à plus d'un mètre pour L. gigas) et qui présentent des fonctionnalités inexistantes chez les Vampyromorphides, étant un peu similaires aux vrais calmars, de l'ordre des Teuthides.

## Synonymes
Ce taxon admet de nombreux synonymes :
- Cirroteuthis macrope Berry, 1911
- Vampyroteuthis macrope (Berry, 1911)
- Melanoteuthis lucens Joubin, 1912
- Watasella nigra Sasaki, 1920
- Danateuthis schmidti Joubin, 1929
- Hansenoteuthis lucens Joubin, 1929
- Melanoteuthis schmidti Joubin, 1929
- Melanoteuthis beebei Robson, 1929
- Retroteuthis pacifica Joubin, 1929
- Melanoteuthis anderseni Joubin, 1931

## Culture

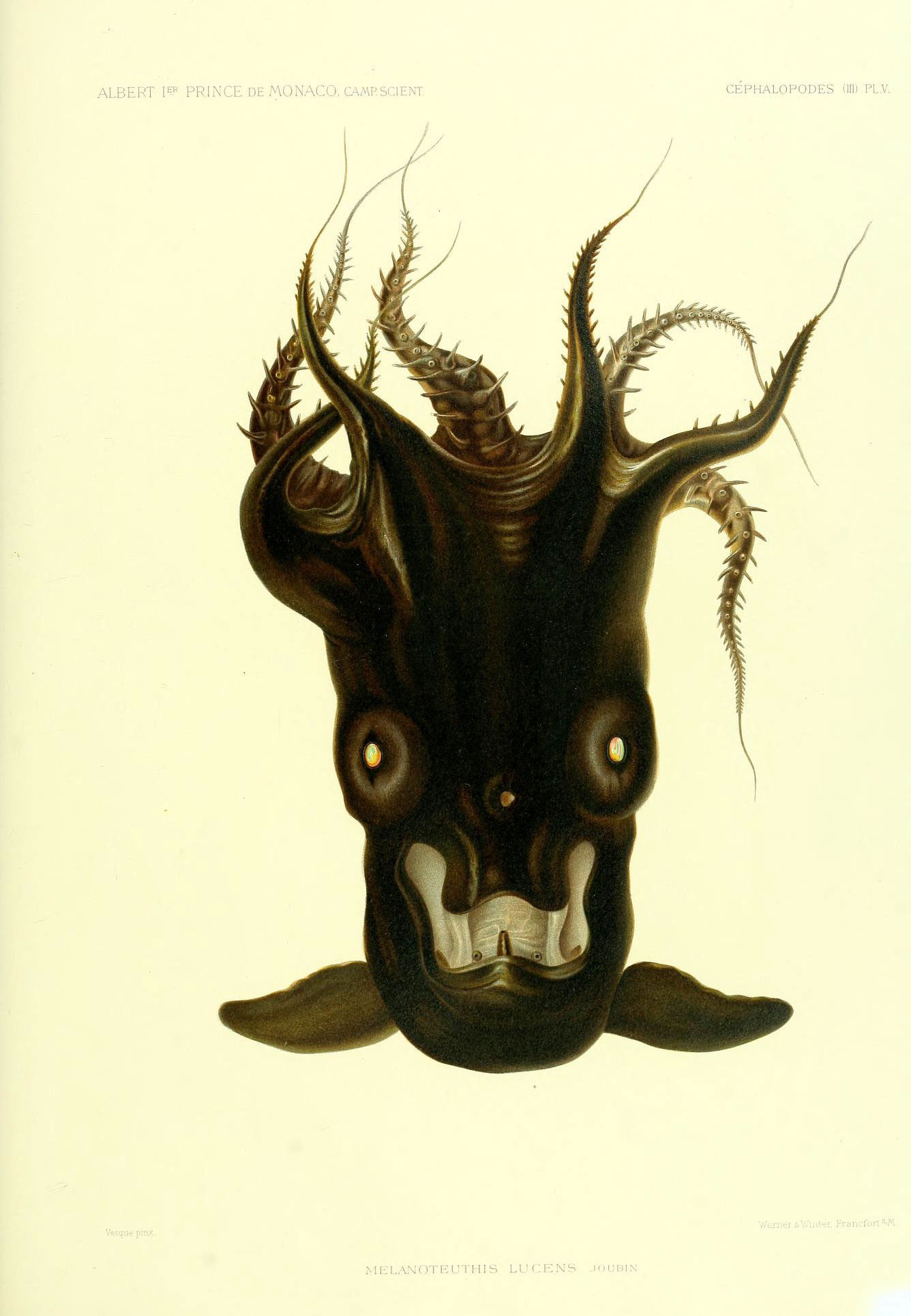
Une illustration scientifique mise en scène de manière volontairement effrayante.

Cet animal étonnant a fait l'objet de nombreux documentaires, et jouit d'une certaine popularité chez les amateurs d'espèces étranges.
La compositrice autrichienne Olga Neuwirth, dans son album Vampyrotheone, a choisi le vampire des abysses comme représentation de son quatuor à cordes, tel un organisme tentaculaire aspirant ses propres sons.